# 格勒纳勒

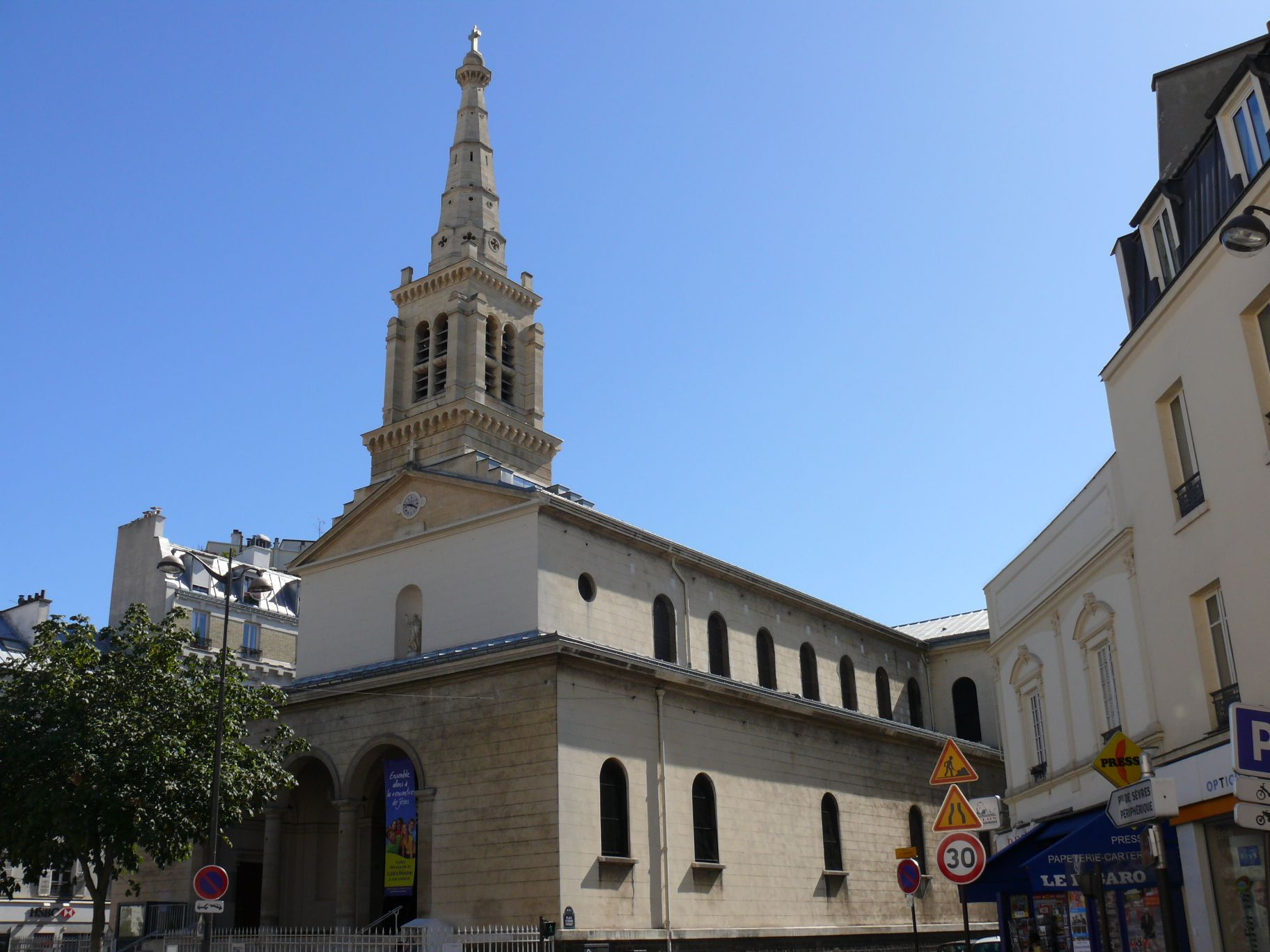
格勒纳勒圣让巴蒂斯特堂

格勒纳勒（法語：Grenelle，法語發音：[ɡʁənɛl] ⓘ；又称格勒内勒）是一个位于法国巴黎西南部的地方，隶属巴黎十五区，前身为原塞纳省同名市镇格勒内勒。
该地方得名于拉丁语Garanella，意即一片兔子生活的林地。在变为现名以前，该地方曾名为Guarnelles和Garnelles。
目前，格勒纳勒大道贯通该区的北部。巴黎市内另有一条东西向道路为格勒纳勒路，穿过巴黎第七区，东端进入巴黎第六区，途径荣军院北侧的荣军院广场，西端止于战神广场。

## 交通
多条公共交通线路经过格勒纳勒区，包括巴黎地铁6号线，8号线，10号线和RER C线。